# Belooziorsk
Belooziorsk (en rus: Белоозёрск) és un poble de la República de Buriàtia, a Rússia, segons el cens del 2010 tenia 1.011 habitants.